# Ayopaya (plaats)
Ayopaya of Villa de Independencia (Quechua: Jayupaya llaqta) is een plaats in het departement Cochabamba, Bolivia. Het is de hoofdplaats van de gelijknamige gemeente, gelegen in de eveneens gelijknamige provincie.
97.9 procent van de gemeente Ayopaya spreekt Quechua.

## Bevolking
| Jaar | Populatie |
| ---- | --------- |
| 1992 | 1.592     |
| 2001 | 2.014     |
| 2012 | 1.751     |